# Representações culturais de Eduardo IV da Inglaterra
Eduardo IV da Inglaterra foi mostrado na cultura popular muitas vezes.

## Literatura

### Peças
- As peças Henrique VI, Parte 2, Henrique VI, Parte 3 e Ricardo III, de William Shakespeare. Em Henrique VI, Parte 2, Eduardo tem um papel secundário. Ele chega próximo do fim da peça para defender a reivindicação de seu pai ao trono inglês e tem somente uma linha. Em Henrique VI, Parte 3, o papel de Eduardo é fortemente ampliado e ele tem mais falas do que todos os personagens da peça, exceto Warwick. Esta peça descreve a ascensão de Eduardo ao poder, seu casamento com Lady Grey (Elizabeth Woodville da história), sua traição por Warwick, seu depoimento e seu subsequente retorno ao poder. A peça termina com o nascimento de seu filho mais velho. Em Ricardo III, Eduardo, agora doente, tenta reconciliar seus nobres e parentes em disputa, mas sem sucesso. Na peça e no filme de 1955 Ricardo III, o irmão de Eduardo, Ricardo, acelera diretamente a morte de Eduardo, informando ao rei já enfermo que um de seus irmãos, Jorge, duque de Clarence, está morto (Eduardo revogou a ordem de execução de Clarence, mas Ricardo o fez tinha assassinado Clarence secretamente).
- As peças King Edward IV, Part 1 e King Edward IV, Part 2, de Thomas Heywood, um contemporâneo de Shakespeare.

### Romances
(Em ordem alfabética, excluindo 'O')
- Esposa do assassino por Moonyeen Blakey (descreve o relacionamento de Edward com Eleanor Butler)
- Filha de York, de Anne Easter Smith (a história ficcional de sua irmã Margaret)
- The Founding, Volume 1 of The Morland Dynasty, uma série de romances históricos da autora Cynthia Harrod-Eagles
- The Goldsmith's Wife, de Jean Plaidy (uma história fictícia de sua amante Jane Shore) [1]
- House of Echoes de Barbara Erskine (história de fantasma sobre uma mansão que é assombrada pelo espírito de Eduardo IV, entre outros)
- The Innocent, The Exiled and The Beloved (lançado como The Uncrowned Queen), pela romancista australiana Posie Graeme-Evans
- The Kings Grace, de Anne Easter Smith (retrato fictício da filha ilegítima de Edward, Grace)
- Kings of Albion por Julian Rathbone
- Knight Errant, Lady Robyn e White Rose, uma trilogia de R. Garcia y Robertson (Eduardo, Conde de March, se apaixona por uma mulher que é uma viajante do tempo da América do século XXi)
- Mistress to the Crown por Isolde Martyn (A história de sua amante Jane Shore)
- Queen of Trial and Sorrow, de Susan Appleyard (A história de Elizabeth Woodville)
- The Raven and the Rose, de Virginia Henley (uma filha ilegítima fictícia de Eduardo IV é a personagem principal)
- A Rosa Vermelha de Anjou, de Jean Plaidy (A vida da Rainha Margarida de Anjou)
- I, Richard Plantagenet por JP Reedman (retrato fictício de Ricardo III da vida na Inglaterra desde a infância até Bosworth. Edward IV desempenha um papel proeminente em todo)
- The Reluctant Queen, de Jean Plaidy (um romance de ficção histórica do ponto de vista de Anne Neville, mulher de Ricardo III)
- Royal Mistress por Anne Easter Smith (A história de sua amante Jane Shore)
- Sovereign, de CJ Sansom (relato fictício, ambientado na Inglaterra em 1541, em que Eduardo IV é na verdade filho de um arqueiro de Kent.)
- The Sun in Splendor de Jean Plaidy (Uma história ficcional sobre a vida de Eduardo IV)
- The Sunne in Splendor, de Sharon Kay Penman (um romance de ficção histórica sobre a vida de Ricardo III)
- Casamentos secretos, de JP Reedman (retrato fictício de Eduardo IV da Inglaterra, dois casamentos secretos com Eleanor Talbot e Elizabeth Woodville)
- This Sun of York por Susan Appleyard. Uma olhada na ascensão de Eduardo IV ao trono.
- Rainha frustrada por Cynthia Sally Haggard (uma biografia ficcional de sua mãe Cecily Neville)
- Wars of the Roses, de Conn Iggulden (uma série de romance de ficção histórica sobre a Guerra das Rosas)
- We Speak No Treason, de Rosemary Hawley Jarman (um romance de ficção histórica sobre Ricardo III como duque de Gloucester)
- The White Queen, de Philippa Gregory (um romance de ficção histórica do ponto de vista da esposa de Edward, Elizabeth Woodville[2]
- Blood of Roses, de JP Reedman (retrato fictício da vitória de Eduardo IV da Inglaterra em Mortimer Cross e Towton)

## Cinema e televisão
Eduardo foi interpretado no cinema e na televisão por:
- Alfred Brydone no curta silencioso Ricardo III (1911), dramatizando uma parte da peça de Shakespeare
- Robert Gemp na adaptação silenciosa de Shakespeare Richard III (1912)
- Roy Travers no filme mudo Jane Shore (1915), uma adaptação da peça The Tragedy of Jane Shore de Nicholas Rowe
- Ian Hunter na Torre de Londres (1939), um filme de terror que dramatiza vagamente a ascensão ao poder de Ricardo III
- Cedric Hardwicke em Ricardo III, com Laurence Olivier. (Hardwicke tinha 62 anos; Eduardo morreu aos 40.)
- Julian Glover na série da BBC An Age of Kings (1960), que continha todas as peças de história de Ricardo II a Ricardo III
- Justice Watson no remake da Torre de Londres (1962)
- Benno Sterzenbach na versão para a TV da Alemanha Ocidental da peça de Shakespeare König Richard III (1964)
- József Gáti em III. Richárd (1973), uma versão húngara da peça de Shakespeare
- Brian Protheroe nas versões de Shakespeare da BBC de Henrique VI, Parte 2, Henrique VI, Parte 3 e The Tragedy of Richard the Third (1983)
- Marc Betton em uma versão cinematográfica francesa de Ricardo III (1986)
- Roy Dotrice na série da BBC The Wars of the Roses (1989), que incluiu todas as peças da história de Shakespeare interpretadas pela Royal Shakespeare Company
- John Wood em Richard III (1995), com Ian McKellen como Richard[3]
- Harris Yulin no documentário Looking for Richard (1996)
- John Rackham em Richard III (2005), uma versão modernizada ambientada em um conjunto habitacional de Brighton
- Walter Williamson em Richard III (2007), uma versão moderna
- Max Irons na série dramática da BBC The White Queen (2013) [4]
- Geoffrey Streatfeild na série de Shakespeare da BBC The Hollow Crown (2016)